# ГЕС Сабарігірі
ГЕС Сабарігірі — гідроелектростанція на півдні Індії у штаті Керала. Розташована перед ГЕС Каккад і входить до складу гідровузла у верхній частині сточища Памби, яка впадає у Лаккадівське море за пів сотні кілометрів на південь від Кочі.
У межах проєкту Каккі ліву притоку Памби перекрили греблею висотою 116 метрів та довжиною 336 метрів, що потребувала 725 тис. м3 матеріалу. За первісним планом це мала бути традиційна для Індії мурована споруда, проте в підсумку проєкт змінили на користь бетонної греблі. Крім того, для закриття сідловини звели допоміжну муровану споруду Anathode Flanking, яка має висоту 52 метри, довжину 376 метрів та потребувала 178 тис. м3 матеріалу. Разом вони утримують водосховище з площею поверхні 17,6 км2, об'ємом 460 млн м3 (корисний об'єм 448 млн м3) та коливанням рівня поверхні в операційному режимі між позначками 908 та 981 метр НРМ.
Для збору додаткового ресурсу дещо північніше за допомогою мурованої греблі перекрили Памбу. Споруда висотою 57 метрів та довжиною 281 метр, яка потребувала 152 тис. м3 матеріалу, створила водойму з корисним об'ємом 31 млн м3 та припустимим коливанням рівня між позначками 963 та 986 метрів НРМ, ресурс з якої перекидається в основний резервуар на Каккі за допомогою тунелю завдовжки 3,2 км.
Накопичений ресурс подається на захід через водорозділ між Каккі та сточищем іншої лівої притоки Памби річки Каккад. Вода прямує через головний дериваційний тунель довжиною 5,1 км, котрий переходить у три напірні водоводи довжиною по 2,6 км з діаметром 1,75 метра. Вони живлять шість турбін типу Пелтон, які працюють при напорі від 713 до 786 метрів НРМ (номінальний напір 715 метрів) та забезпечують виробництво 1338 млн кВт-год електроенергії на рік.
Введені в експлуатацію у 1966—1967 роках турбіни первісно мали потужність по 50 МВт. В період з 2005 по 2009 роки всі шість гідроагрегатів станції пройшли модернізацію, при цьому потужність п'яти була збільшена до 55 МВт, тоді як показник агрегату № 6 довели до 60 МВт. Під час цього процесу у 2007 році тільки що модернізований гідроагрегат № 4 виявився втраченим внаслідок пожежі. Йому на заміну в 2014-му запустили новий з потужністю 60 МВт, що довело загальний показник по станції до 340 МВт.
Відпрацьована вода потрапляє у нижній балансуючий резервуар, створений на річці Moozhiyar (ліва притока згаданої вище Каккад), звідки спрямовується на наступний ступінь каскаду.
Видача продукції відбувається по ЛЕП, розрахованій на роботу під напругою 220 кВ.